# 仲夏夜之夢
《仲夏夜之夢》（英語：A Midsummer Night's Dream），是威廉·莎士比亞在約1590年－1596年間創作的浪漫喜劇。它描繪了以雅典大公爵忒修斯和希波呂忒婚禮為中心的一系列故事。包括四名雅典戀人和六個業餘演員的冒險經歷，而森林裡的仙子們則在背後操作它們的命運。本戲劇是莎士比亞最流行的劇本之一，在全世界都有上演。

## 人物
| - 忒修斯 （Theseus） ：雅典大公爵 - 希波呂忒 （Hippolyta） ：亞馬遜(Amazon)女王，忒修斯之未婚妻 - 菲勞斯特萊特 （Philostrate） ：忒修斯的侍從 - 伊吉斯 （Egeus） ：赫米婭之父 - 拉山德 （Lysander） ：與赫米婭是一對情侶 - 狄米特律斯 （Demetrius） ：單戀赫米婭 - 赫米婭 （Hermia） ：伊吉斯之女，與拉山德是一對情侶 - 海麗娜 （Helena） ：奈達(Nedar)之女，赫米亞的摯友，單戀狄米特律斯 - 昆斯 （Quince） ：木匠 - 斯納格 （Snug） ：細工木匠 - 波頓 （Bottom） ：織工 - 弗魯特 （Flute） ：修風箱者 | - 斯諾特 （Snout） ：補鍋匠 - 斯塔佛林 （Starveling） ：裁縫 - 奧布朗 （Oberon） ：精靈王 - 提泰妮婭 （Titania） ：精靈皇后 - 帕克 （Puck） ：又名好人羅賓(Robin Goodfellow) - 豆花 （Peaseblossom） ：小神仙 - 蛛網 （Cobweb） ：小神仙 - 飛蛾 （Moth） ：小神仙 - 芥子 （Mustardseed） ：小神仙 - 其他侍奉仙王仙后的小仙人們 - 忒修斯及希波呂忒的侍從 |

## 劇情

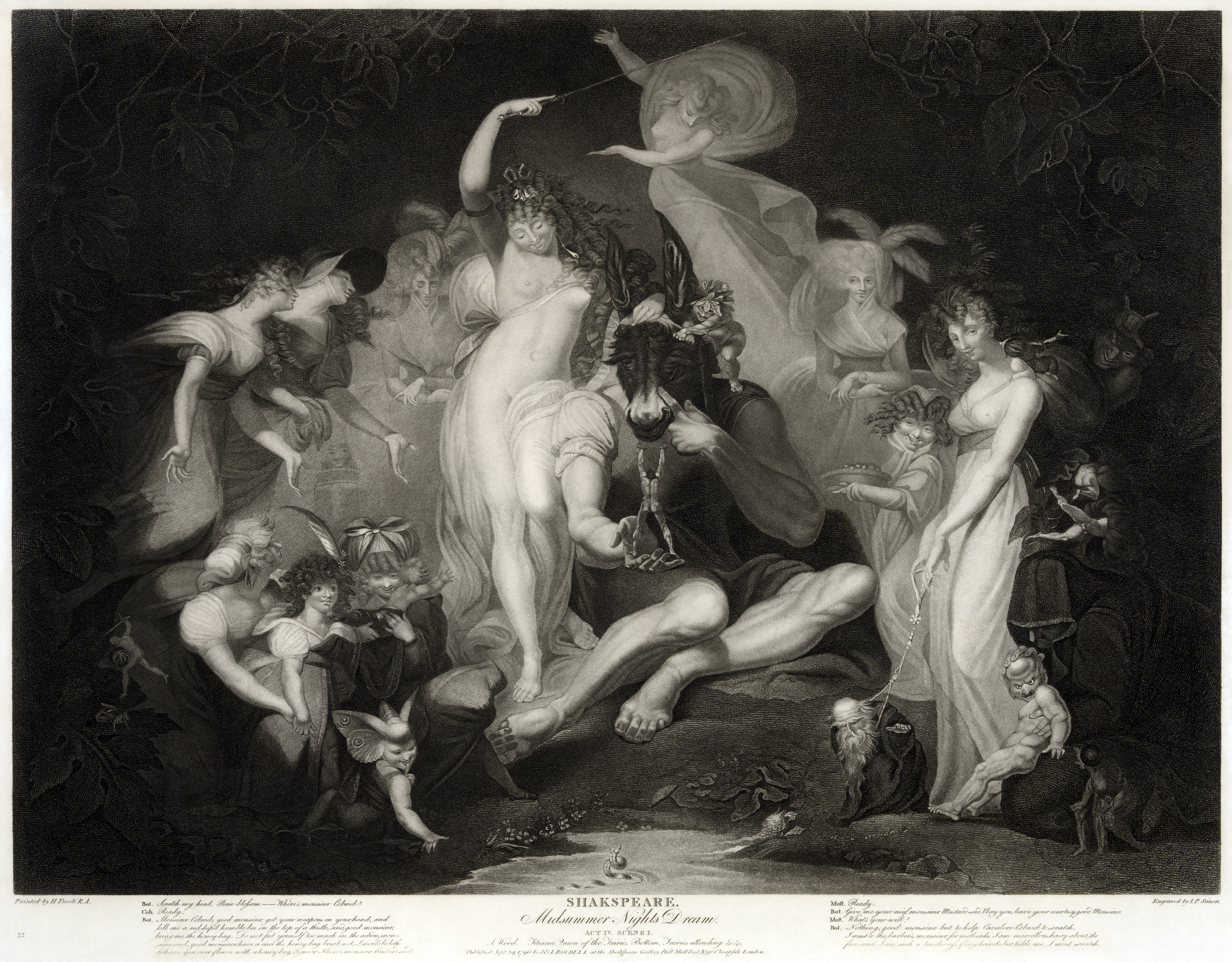
《仲夏夜之夢》第四幕，场景一。约翰·亨利希·菲斯利绘制的版画，1797年。

劇情共有三個主軸，剛好都跟慶祝忒修斯公爵和希波呂忒女王的婚禮有關。一開始，赫米婭的父親強迫要赫米婭嫁給狄米特律斯，當時的希臘規定家庭可以決定女兒的婚姻，而女兒必須遵守，否則就要被處死或放逐。赫米婭不肯，與拉山德相約晚上在森林見面並私奔。赫米婭將她的計劃告訴她最好的朋友海麗娜；海麗娜不久前才被狄米特律斯拒絕，為了討回狄米特律斯的歡心，因此海麗娜將這計劃告訴狄米特律斯。到了晚上，狄米特律斯跟蹤赫米婭，而海麗娜跟蹤狄米特律斯，而赫米婭則急於尋找拉山德，四人在森林中迷路並分離，他們累了並在樹下打盹休息。
同時，仙王奧布朗與仙后提泰妮亞到達了同一片森林，並計劃參加忒修斯公爵和希波呂忒女王的婚禮。提泰妮亞拒絕把她的印度童僕精靈借給奧布朗當作他的僕人，所以奧布朗決定懲戒提泰妮亞。奧布朗要小精靈帕克去摘三色堇，並趁提泰妮亞睡覺時將三色堇花汁液滴在她的眼皮上，這樣當提泰妮亞醒來時便會永遠愛上她看到的第一個人。另外帕克也發現了睡覺中的拉山德等人，祂將三色堇花汁液滴在他們的眼皮上，並希望他們醒來時能有情人終成眷屬。
在同時，織工波頓和他的勞工朋友們在同一片森林中排演悲劇《皮拉摩斯和西斯貝》，他們計劃在忒修斯公爵和希波呂忒女王的婚禮上表演，並把它演成滑稽的喜劇。可憐的織工波頓在換裝時，被小精靈帕克惡作劇變成驢頭。不巧仙后提泰妮亞醒來見到的第一個人便是他，於是仙后瘋狂的愛上了驢頭人身的波頓。森林的另一邊，拉山德和狄米特律斯醒來時見到的第一個人都是海麗娜，於是海麗娜變成兩人追求的對象，赫米婭則同時被兩人拋棄。拉山德和狄米特律斯為了海麗娜而決鬥，兩人在森林中迷路並在樹下打盹休息。

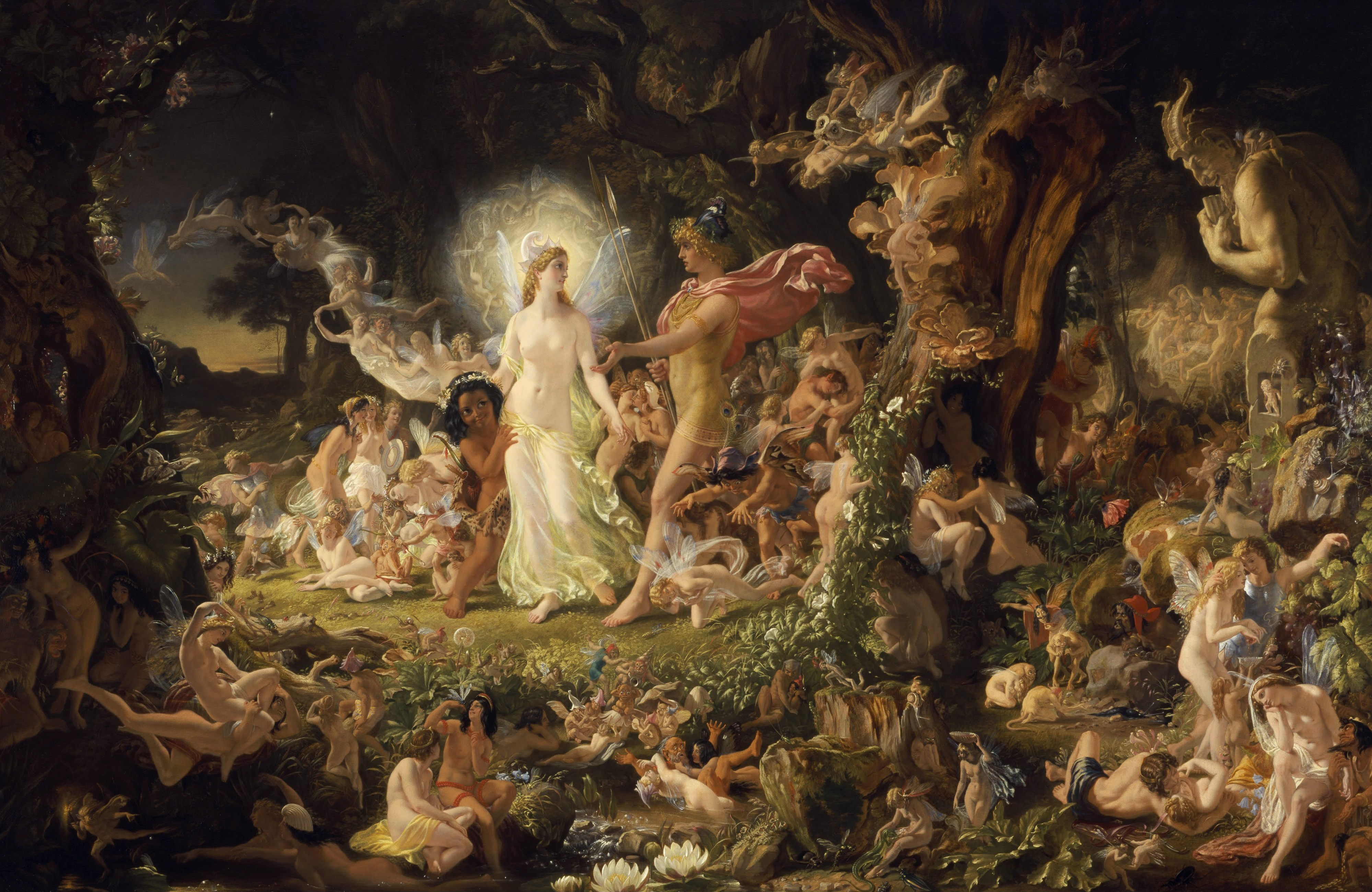
《奥布朗与提泰妮娅的争吵》，約瑟夫·諾埃爾·佩頓绘

仙王奧布朗見苗頭不對，於是要求小精靈帕克自己去解決自己闖下的禍。於是帕克再趁提泰妮亞和拉山德睡覺時，將三色堇花汁液滴在他們的眼皮上。這次提泰妮亞見到的第一人是奧布朗、拉山德見到的第一人是赫米婭，織工波頓的驢頭法術也被解除；狄米特律斯的法術則沒有被解除，他將會與海麗娜永遠相愛。仙王則與仙后重修舊好。當早晨來臨時，情侶們和勞工們決定這一夜發生的所有不合理事情一定是一場夢。
情侶們回到雅典，赫米婭的父親不再堅持他的決定，因為他看到狄米特律斯改變了他的心意。情侶們快樂的參加忒修斯公爵和希波呂忒女王的婚禮，三對新人同時結婚，並觀賞織工波頓和他的朋友們所表演的不是悲劇的喜劇。

## 资料与时期

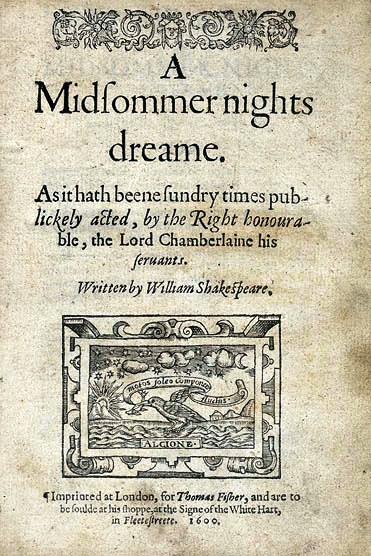
四开版的首页(1600)

《仲夏夜之梦》写成和首演的准确时间都无从知晓，但根据埃德蒙·斯宾塞的《祝婚歌》，它可能诞生于1594或1596年间。有的理论认为戏剧可能是为某个贵族婚宴而创作的(例如伯克利夫人伊丽莎白·凯里)，其它人则认为戏剧是为女王庆祝圣约翰节谱写的。没有详尽的证据来证明上述假说。不管怎样，戏剧都曾经在剧院，尔后在环球剧场上演。虽然戏剧不是对前人作品的简单抄袭或改变，但许多资料，例如奥维德的《变形记》乔叟的《骑士风云录》都为创作提供了灵感。根据约翰·特怀宁(Twyning)的观点，剧中四位恋人在森林里的经历是来自一首中古高地德语的诗篇《普通鵟》

## 出版与文本
书商托马斯·费舍尔(Fisher)在1600年10月8日将本剧录入了英国出版同业工会書籍出版業組合記録，并于年末出版了它的《第一四开本》（Q1）。威廉·贾佳德(Jaggard)在1619年印刷了《第二四开本》（Q2），即所谓的《坏对开本》1623年，本剧出现在了《第一对开本》（F1）上。《第一四开本》（Q1）的扉页称该剧在1600年前曾“以各种形式多次公开演出过”。在宫廷中有记录的第一次演出时在1605年1月1日。
在中国，最流行的译本是由朱生豪翻译。

## 主题

### 爱情
大衛·貝文頓(Bevington)認為戲劇表現了愛情的陰暗面。他寫到仙子們玩弄愛情，將藥水胡亂點入提泰妮婭的眼中，讓她和驢子相戀。 在森林中，戀人們都被問題所困擾。帕克碰上了赫米婭和拉山德，混淆了他們的感情，產生了幽默的效果。然而，戲劇也暗指了嚴肅的主題。在戲劇的末尾，希波呂忒與忒修斯幸福的結合在一起，觀看戲劇裡可憐的戀人皮拉繆斯和忒斯彼，頗感欣慰。 海麗娜和狄米特律斯都很明顯地暴露了倆人愛情的陰暗面，對可能產生的後果完全無知。

### 时间问题
戲劇中的爭議可以從忒修斯那裡得到第一個引述，即"four happy days bring in another moon" (“再過四天幸福的日子，新月便將出來”)。樹林一幕是沒有月亮的夜晚，但拉山德則認為晚上將會有足夠的亮光，青草露珠如液態珍珠一樣反光，可以幫助他們逃逸。 同樣，在下一幕中，昆斯稱他們要在月光下演練，但這造成了混淆。夜晚月沒是可以幫助拉山德在月光下逃逸，讓演員們排練，然後在讓樹林一幕沒有月光。忒修斯的陳詞可以解釋為"four days until the next month"(“再過四天幸福的日子，就到下一月份了”)。

### 女权主义
《仲夏夜之夢》中的一個元素是男性的主導地位。在《仲夏夜之夢》中，拉山德和赫米婭在晚上逃到了樹林裡，躲避忒修斯或伊吉斯的條例。在他們到達雅典時，兩人結為夫妻。婚姻似乎是婦女在社會上所能達到的最終地位，而男人們則有很多事情可做，並獲得社會的認可。 路易斯·蒙特羅斯(Montrose)在他的文章《帝國女信徒》中，將喜劇中的男女性別和社會規範與伊麗莎白文化聯繫了起來。在三場婚姻當中，他寫道：“《仲夏夜之夢》所完結的慶典是基於女性亞馬遜戰士般的尊嚴和權勢、富有佔有欲的母親、難以駕馭的妻子、任性的女兒被君王和丈夫們征服的情況之下的。”他說婚姻的圓滿是女人的權利從父親的手中轉移到了丈夫那裡。花朵和性也被聯繫了起來。奧布朗的花汁液可以被看做是月經血或處女血的象徵。如果月經血代表了女人的力量，那麼處女血則代表了男人征服了女人。 
當父權控制不在場時，戲劇也有其它的看點。倫納德·騰棱豪斯(Leonard Tennenhouse)在著作《展露權勢》中稱《仲夏夜之夢》的問題是“權威陳腐”的問題。 雅典律法規定如果女兒不願遵守父親的旨意，就必須殉道；這是陳腐過時的規則。騰棱豪斯將雅典忒修斯的統治與仙子世界奧布朗的狂歡宴對立了起來。仙子們的世界是混亂的，這與雅典世界形成了對比。他稱在狂歡節與慶典的時間裡，男性權威被打破了。例如，樹林裡的四位戀人所經歷的，以及波頓的夢都代表了混亂，這與忒修斯的政治秩序形成反差。然而，忒修斯沒有懲罰戀人的抗旨。根據騰棱豪斯的觀點，通過饒恕戀人，忒修斯將父權(伊吉斯)的規則與王權(忒修斯)的規則分別開來，製造了兩種權威的聲音。這種分別可以與伊麗莎白一世時代形成對比，即王權可以視為兩個主體：自然的主體和政治的主體。伊麗莎白的繼位同時代表了父權和王權的聲音：(1) 她父親的遺囑命令王位由她來繼承；(2) 她是國王的女兒。 《仲夏夜之夢》中對父權的挑戰與伊麗莎白一世時期的情形完全吻合。

## 画廊

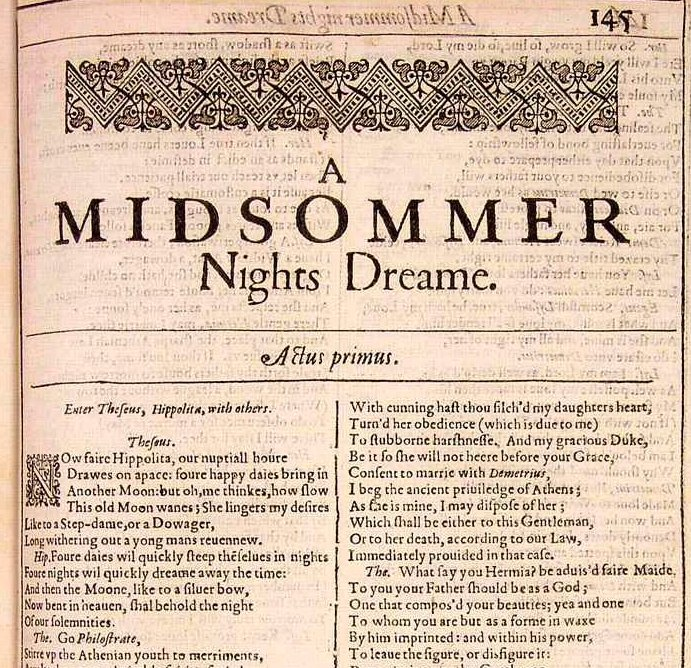
第一对开本，1623
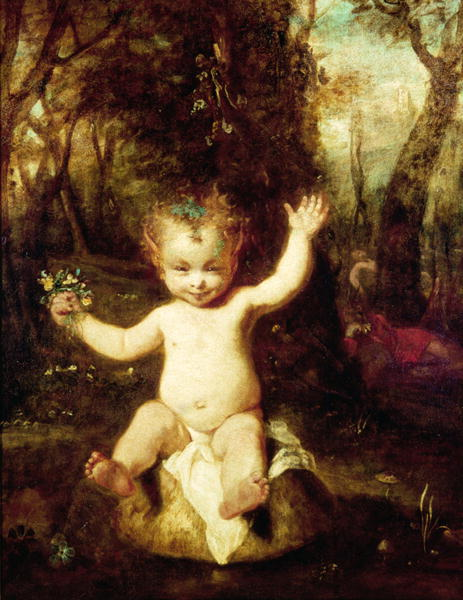
“帕克”，乔舒亚·雷诺德(Reynolds), 1789
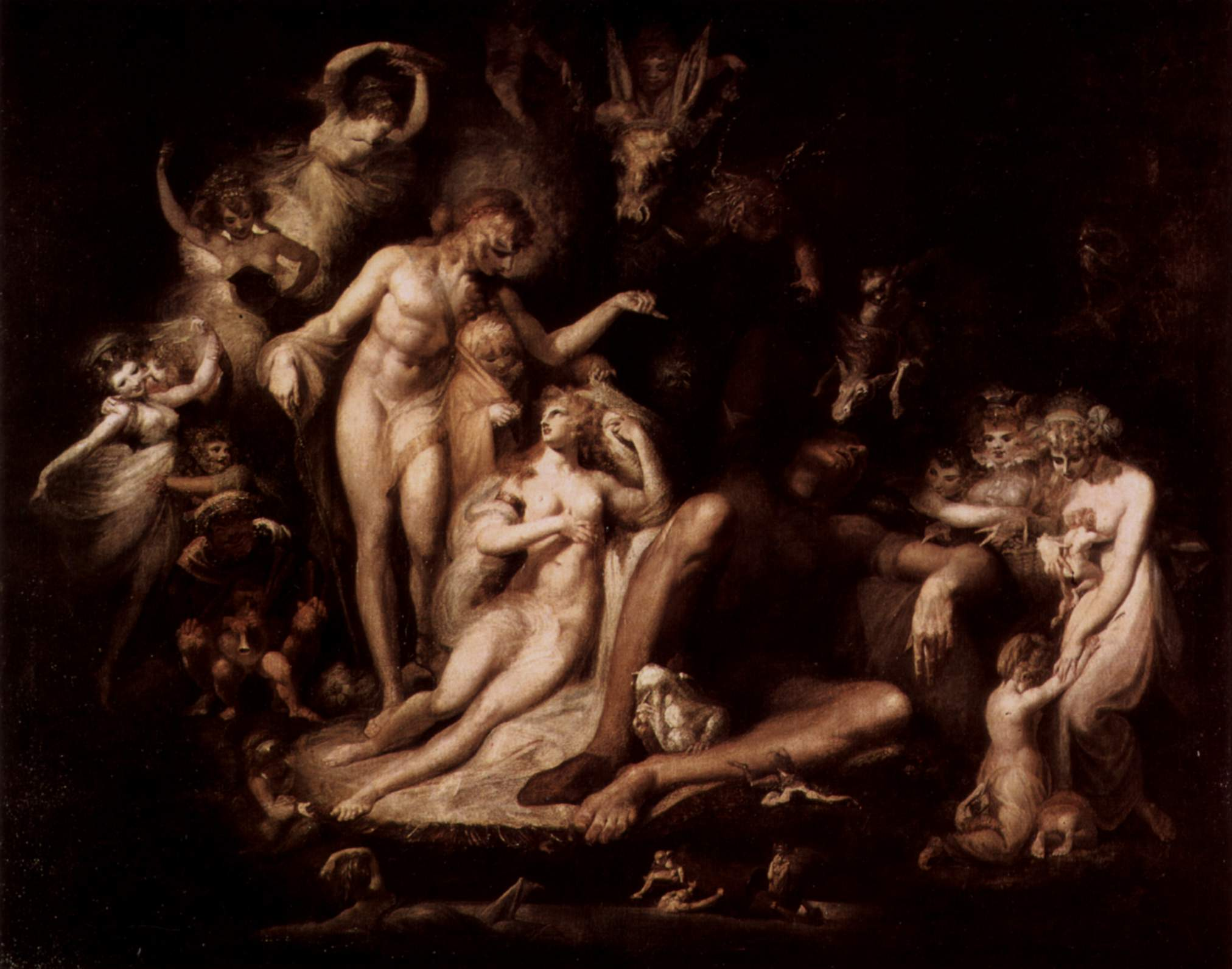
约翰·亨利希·菲斯利："Das Erwachen der Elfenkönigin Titania", 1775–1790
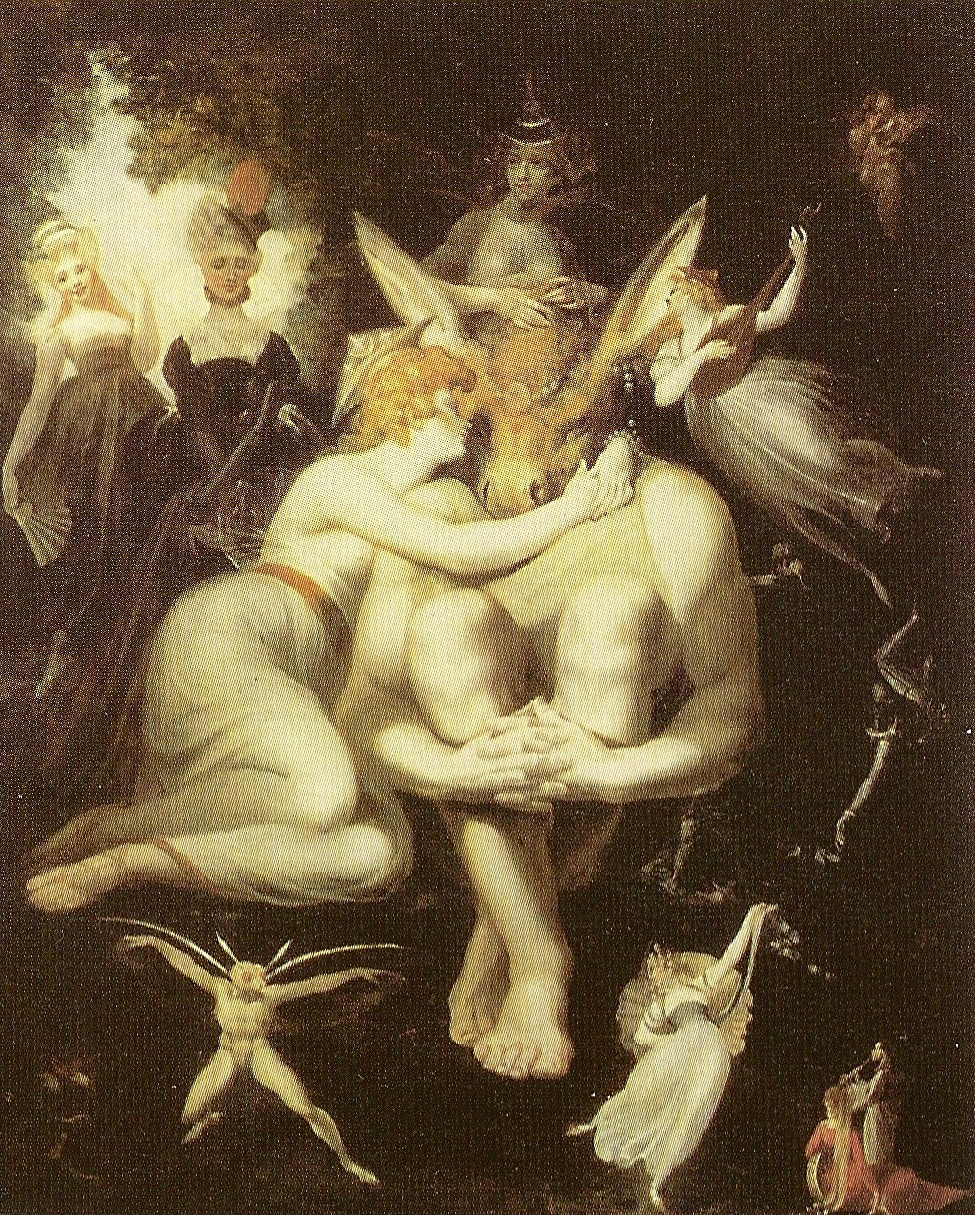
约翰·亨利希·菲斯利：Titania liebkost den eselköpfigen Bottom, 1793–94
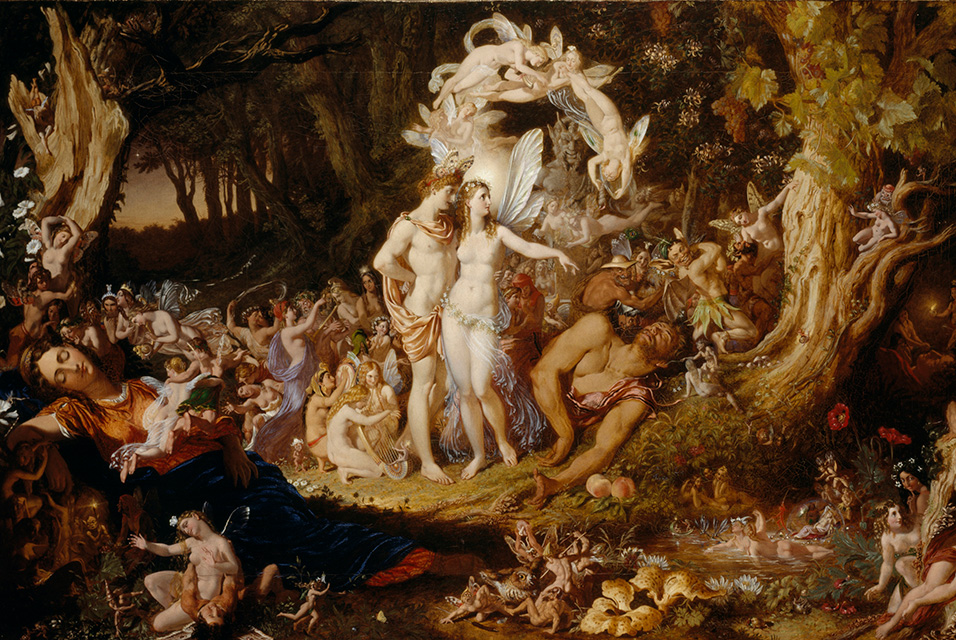
约瑟夫·佩顿：“提泰妮娅与奥布朗和好”，1847
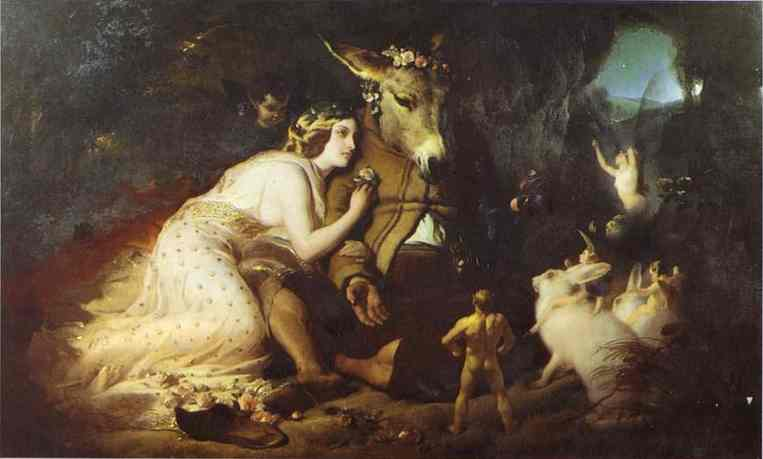
爱德温·兰西尔(Edwin Landseer)爵士：提泰妮娅与波顿(1848)
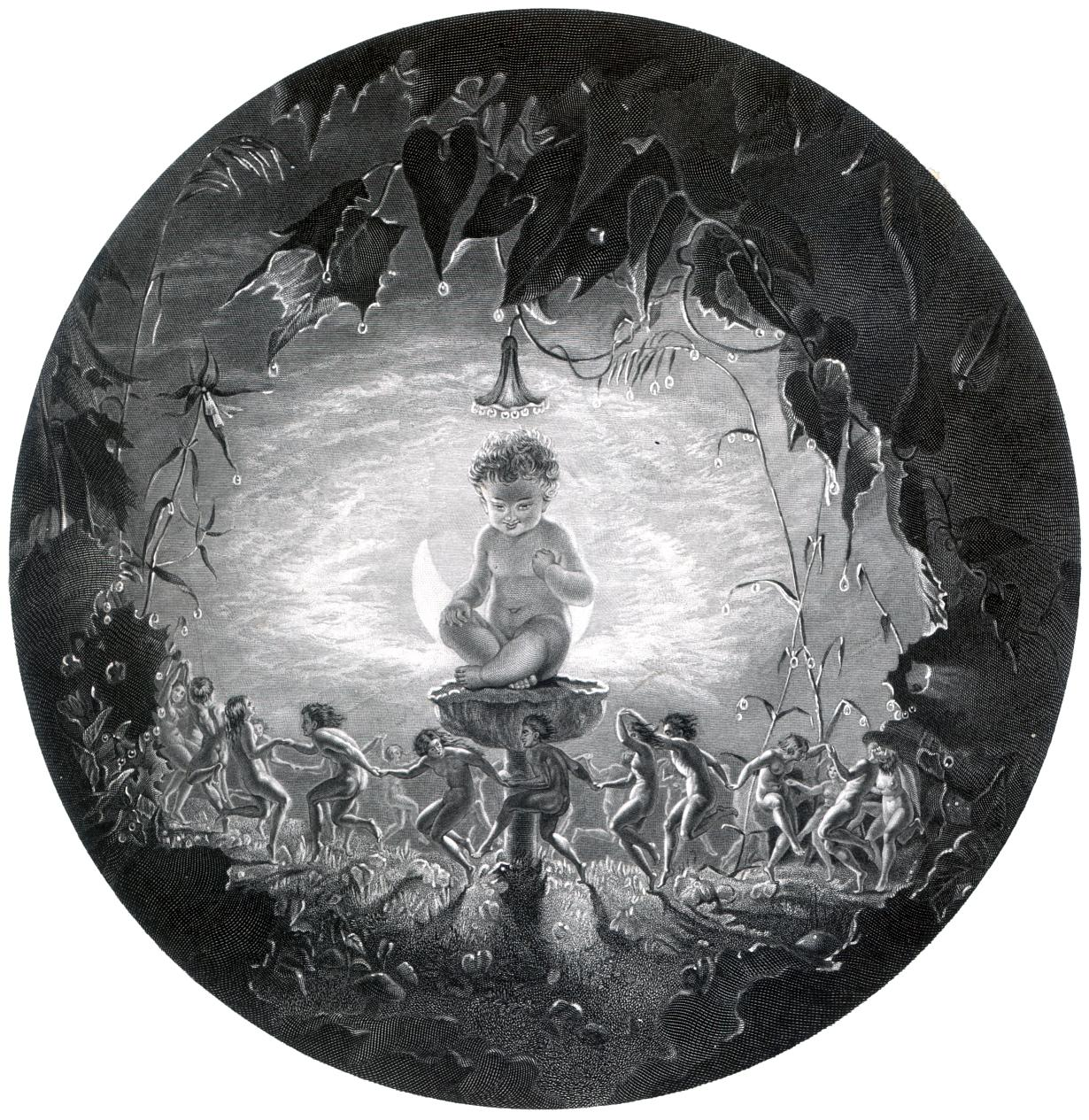
帕克和仙子们：“莎士比亚的作品，查理斯·奈特(Knight)批注” (1873)
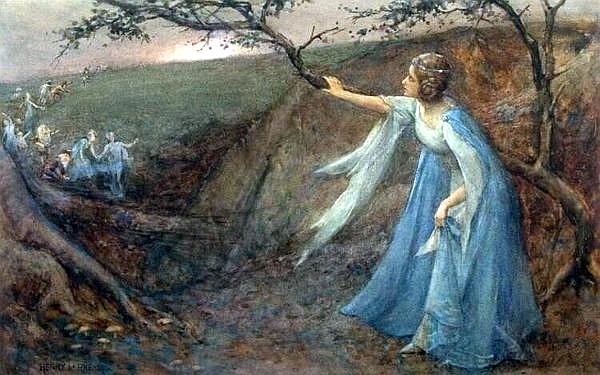
亨利·琪姆(Henry Meynell Rheam)：: 提泰妮娅欢迎众仙子们
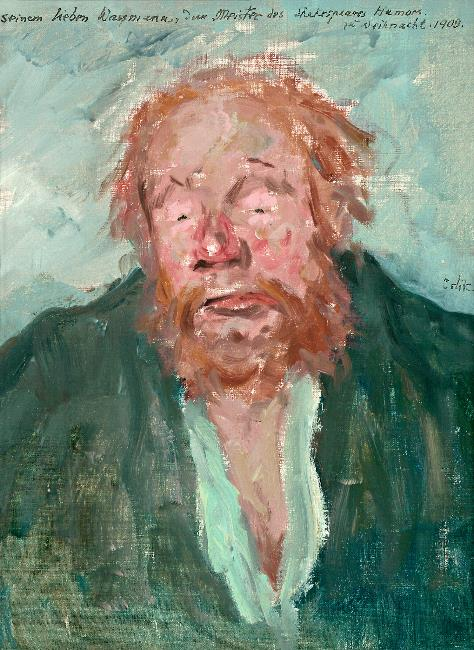
埃米尔·奥尔利克(Emil Orlik)：汉斯·瓦斯曼饰演尼克·波顿，1909.
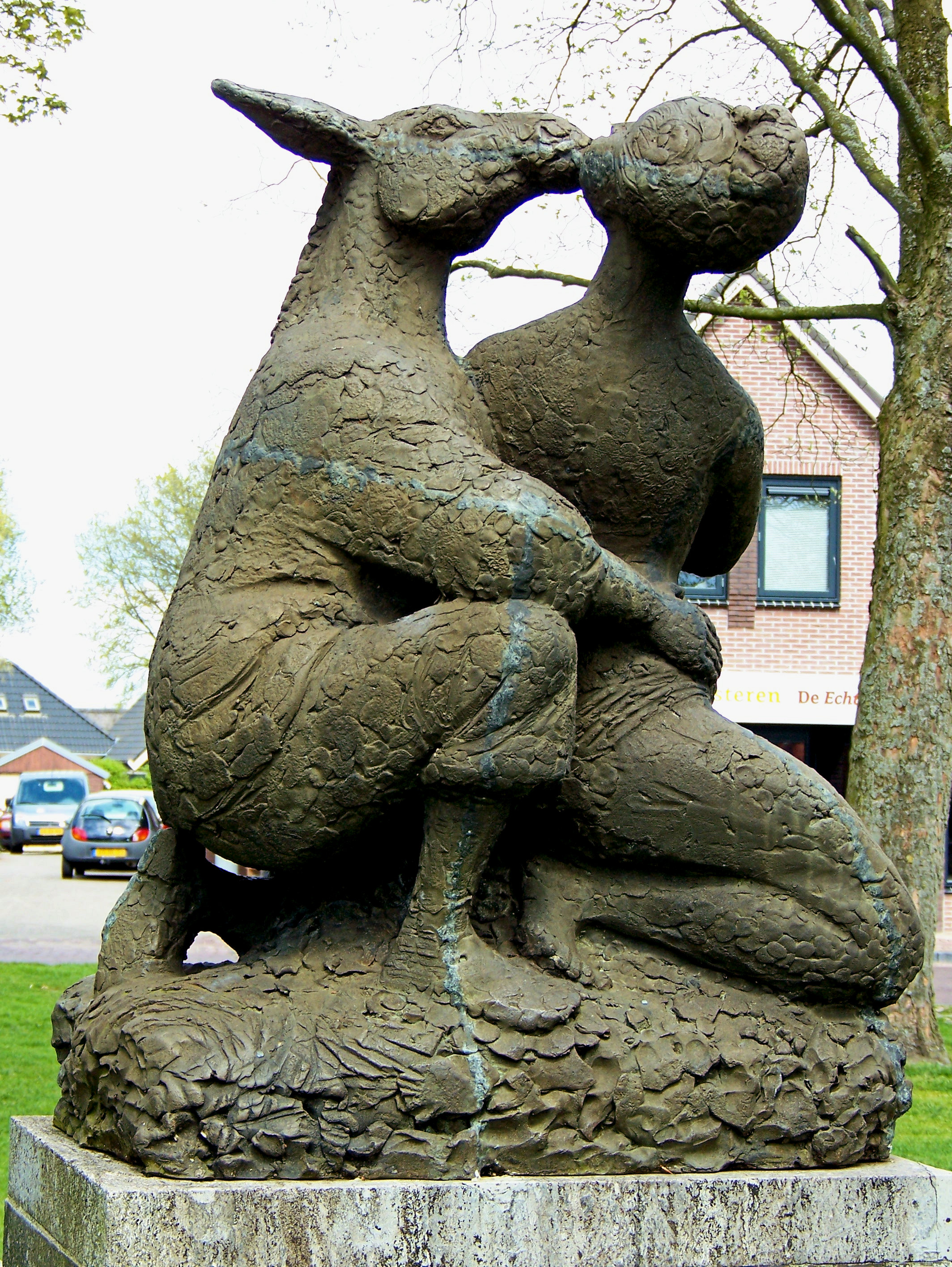
阿里·特维西(Arie Teeuwisse)，Diever, 1971
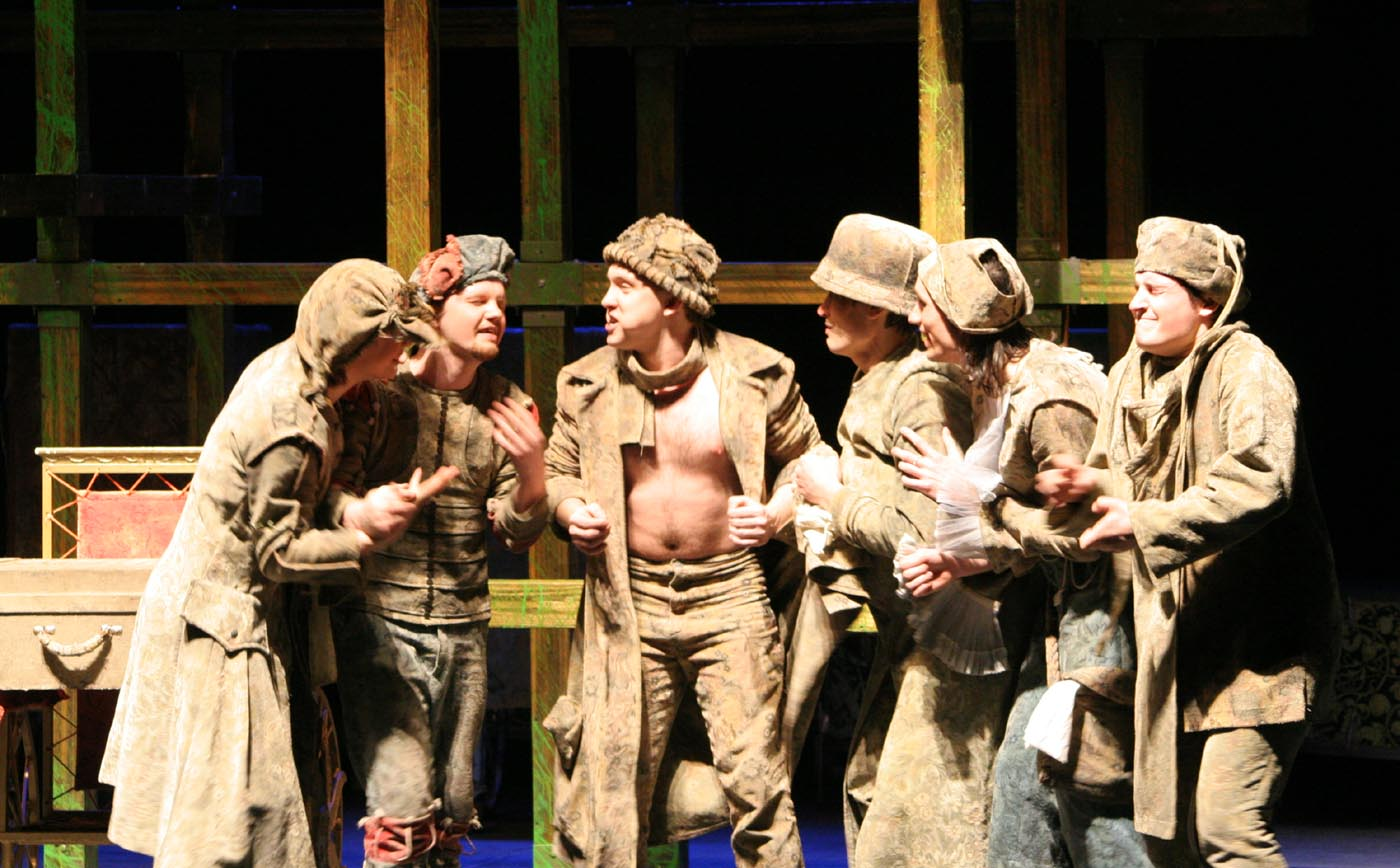
萨拉托夫木偶剧院的表演(2007)

## 脚注
1. ↑  'Epithalamion'
2. ↑  Elizabeth Carey, Lady Berkeley
3. ↑  Ovid's Metamorphoses
4. ↑  "The Knight's Tale"

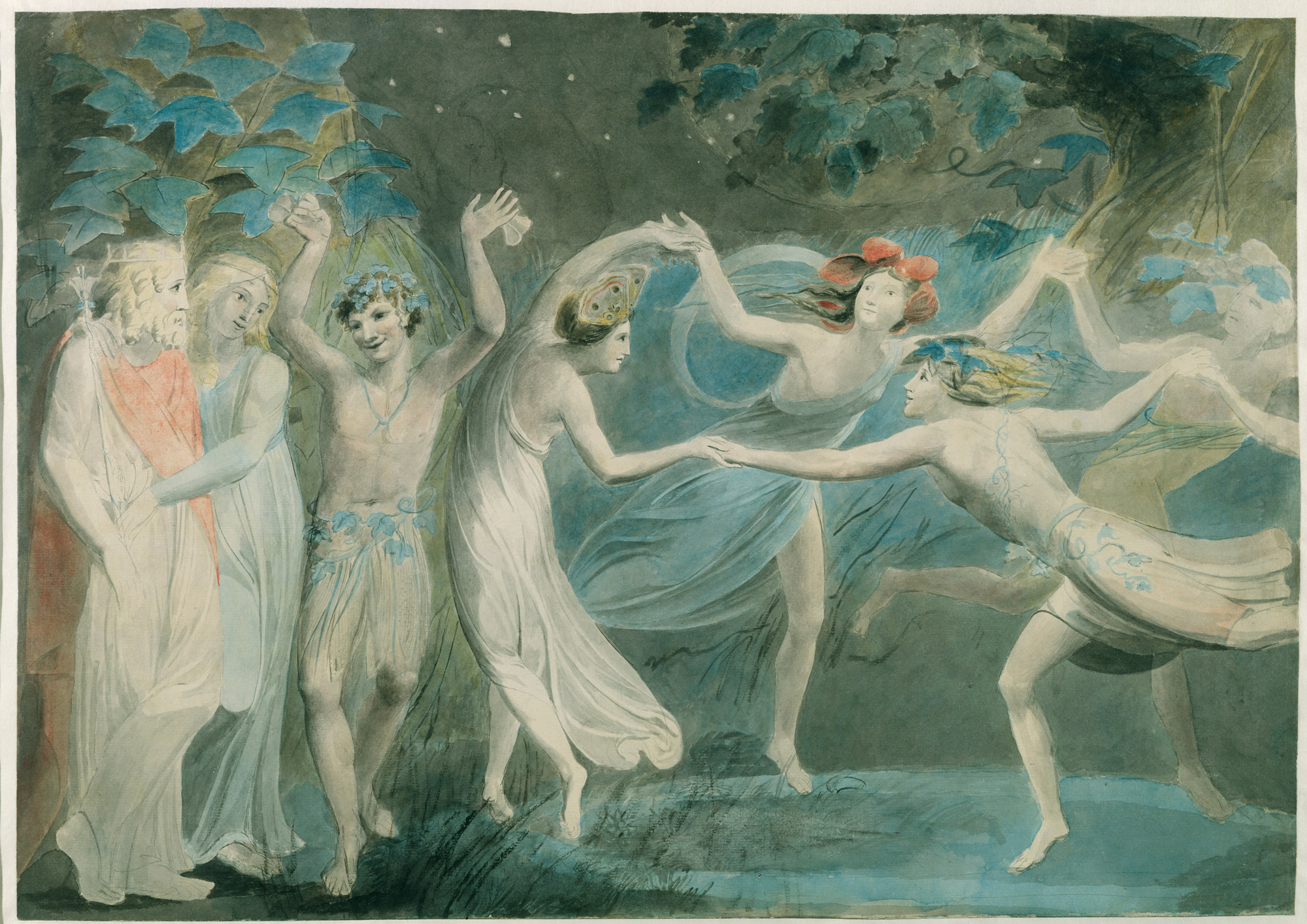
《奥布朗、提泰妮娅和帕克與跳舞的仙子》，威廉·布雷克（Blake）绘制，约1786

5. ↑  A Midsummer Night's Dream by Rev. John Hunter ; London; Longmans, Green and CO.;1870
6. ↑  Der Busant
7. ↑  Twyning, John. . New York: Palgrave Macmillan. 2008  [2014-01-14]. ISBN 978-0-230-02000-9. （原始内容存档于2013-11-12）.
8. ↑  S4Ulanguages.Com （页面存档备份，存于） See title page of facsimile of this edition, claiming James Roberts as a publisher and 1600 as the publishing date)
9. ↑  "sundry times publickely acted"
10. ↑  Bevington 24–35.
11. ↑  Bevington 32
12. ↑  |a midsummer night's dream(II209–213)| editor=RA Foakes | Cambridge University Press
13. ↑  |a midsummer night's dream(I.II.81)| editor=RA Foakes | Cambridge University Press
14. ↑  (Howard 414)
15. ↑  "The Imperial Votaress"
16. ↑  (Montrose 65)
17. ↑  (Montrose 61–69)
18. ↑  Power on Display
19. ↑  (Tennenhouse 73)
20. ↑  (Tennenhouse 74–76)